# Eastover (Carolina del Sud)
Eastover è un comune degli Stati Uniti d'America, situato in Carolina del Sud, nella Contea di Richland.